# Will Moreton
Will Moreton (n. Chicago, Illinois, USA, el 5 de diciembre de 1997) es un baloncestista estadounidense que pertenece a la plantilla del Albacete Basket de la Liga LEB Oro. Con 1,90 metros de estatura, juega en la posición de alero. 

## Trayectoria deportiva
Formado en las categorías inferiores del Edina High School en Edina, Minnesota. En 2016, formaría parte del Stonehill Skyhawks en la Conferencia Northeast de la NCAA 2 en el que jugaría durante cuatro temporadas desde 2016 a 2020. Will se convirtió en el primer jugador de los Skyhawks en 22 años en ganar el premio a mejor jugador del año, promediando 18,9 puntos y 8,9 rebotes por partido. Moreton terminó su último año con 1.841 puntos.  
Tras no ser drafteado en 2020, el 24 de junio de 2020 firma por el Donar Groningen de la Dutch Basketball League.
El 15 de septiembre de 2021, firma por el Albacete Basket de la Liga LEB Plata. Al término de la temporada 2021-22, lograría el ascenso a la Liga LEB Oro, con unos promedios de 15.2 puntos, 5.2 rebotes y 1.2 asistencias en 31 partidos disputados.